# Верх-Чебула
Верх-Чебула́ (рос. Верх-Чебула) — селище міського типу, центр Чебулинського округу Кемеровської області, Росія.

## Населення
Населення — 5060 осіб (2010; 5357 у 2002).